# Manga basilinea
Manga basilinea là một loài bướm đêm trong họ Noctuidae.